# دولت امارت اسلامی افغانستان
دولت امارت اسلامی افغانستان (به پشتو: د افغانستان اسلامي امارت حکومت) که با نام دولت طالبان نیز شناخته می‌شود، دولتی در افغانستان است که پس از هجوم طالبان در سال ۱۴۰۰ از ۱۶ شهریور ۱۴۰۰ تاکنون در افغانستان به عنوان دولت اصلی تشکیل شده است.
از برجسته‌ترین حواشی این کابینه استفاده از کسانی است که در لیست سیاه ایالات متحده آمریکا قرار دارند و تحت تعقیب بین‌المللی هستند.
حکومت امارت اسلامی افغانستان همان حکومت افغانستان است که در چارچوب کنونی جنبش اسلامی طالبان افغانستان اجرا می‌شود. این قانون از سیستم‌های مقننه، اجرایی و قضایی تشکیل شده است، با این حال تنظیم فعلی موقتی است زیرا قرار است قانون اساسی جدید در سال ۲۰۲۲ تدوین شود. در همین حال، حکومت فعلی اعلام کرد که نسخه اصلاح‌شده قانون اساسی ۱۹۶۴ افغانستان به‌طور موقت به عنوان قانون عالی کشور عمل خواهد کرد.

## رهبری عالی

### مقام رهبری
مقام عالی رهبری برگرفته از ساختار سیاسی اصلی افغانستان از سال ۱۹۹۶ تا ۲۰۰۱ به عهده محمد عمر بوده است. عمر به‌طور رسمی به عنوان امیر المؤمنین معرفی شد. در پیش نویس قانون اساسی ۱۹۹۸، امیرالمؤمنین عنوان رسمی، رئیس دولت بود.
هم‌اکنون این سمت در اختیار هبت الله آخوندزاده است، رئیس دولت، فرمانده کل ارتش اسلامی افغانستان، عالی‌ترین مرجع دینی کشور است و در مورد تمام تصمیمات و انتصابات سیاسی، تأیید و حرف نهایی را دارد. کلیه قانونگذاران، وزرای کابینه و قضات پس از مشورت و تأیید با شورای رهبری مستقیماً توسط ولی فقیه منصوب می‌شوند. ولی فقیه همچنین می‌تواند اعضای شورای رهبری را برای معرفی مقامات برای تأیید نهایی معرفی کند.

### شورای رهبری
شورای رهبری یکی از نهادهای اجرایی و مقننه امارت اسلامی افغانستان است که اعضای آن از مقامات ارشد رژیم ملا عمر بودند که به شورای کویته پاکستان تبدیل شدند. سلف شورای رهبری، شورای عالی امارت اسلامی افغانستان بود که خود عمر ریاست آن را بر عهده داشت. این شورا متشکل از وزرای کابینه، رئیس دادگستری و فرماندهان ارشد نظامی است.
شورای رهبری شامل 30 عضو است که کمی بیش از نیمی از آنها ۱۸ کمیسیون را رهبری می‌کنند که مسئول نظارت بر حوزه‌های مختلف سیاست هستند. از دیگر اعضا می‌توان به فرماندهان ارشد علما اشاره کرد. طالبان قبل از تسلط آنها در سال ۲۰۲۱ توسط شورای رهبری اداره می‌شد و کمیسیون‌ها به عنوان سازمان‌ها و ادارات دولتی در مناطق تحت کنترل خود عمل می‌کردند.
در حال حاضر، شورای رهبری نظارت قانونی بر کابینه، سیستم قضایی و نیروهای امنیتی افغانستان با قدرت تأیید یا عزل قضات، فرماندهان و وزرای کابینه را به عهده دارد. اما انتصابات کلیدی کابینه مانند وزیر دفاع، وزیر کشور و وزیر امور خارجه مستقیماً توسط شورای رهبری انجام می‌شود. با این حال، اکثر اعضای رؤسای بخش‌های داخل کابینه عمدتاً اعضای شورا هستند و مسئولیت‌ها در قبال هر دو نهاد مترادف است. در عمل؛ این بدان معناست که کابینه عملاً ناتوان است و اکثر تصمیمات توسط شورای رهبری گرفته می‌شود. هیئت‌های تشکیل دهنده شورای رهبری عبارتند از:
- دیوان عالی دادگستری
- کمیسیون امور سیاسی
- کمیسیون امور نظامی
- کمیسیون امور فرهنگی
- کمیسیون اقتصادی
- اداره مالی مستقل
- کمیسیون آموزش
- کمیسیون بهداشت
- کمیسیون نهادی
- کمیسیون امور زندانیان
- کمیسیون کشاورزی
- سازمان خدمات عمومی
- کمیسیون مرزی
- اداره ایتام و معلولین
- کمیسیون اطلاعات
- کمیسیون معادن
- کمیسیون ارشاد و دعوت
- گزارش‌های پیشگیری/ شنیدن تلفات ملکی
- افسران علوم دینی و نظارت

## اجرایی

### نخست‌وزیر
منصب نخست‌وزیری افغانستان از زمان پادشاهی افغانستان وجود داشته است. این سمت در زمان حکومت سلسله بارکزی تا حکومت اسلامی افغانستان منصوب و سپس انتخاب شد. این پست در زمان امارت اسلامی و جمهوری اسلامی لغو شد، اما بعداً پس از سقوط کابل در سال ۲۰۲۱ دوباره تشکیل شد.
موقعیت کنونی نخست‌وزیری برخلاف رژیم‌های قبلی؛ قدرت بسیار محدودی دارد و به عنوان رئیس کابینه افغانستان مسئول نظارت بر خدمات ملکی است. تمام تصمیمات در واقع توسط مقام رهبری و شورای رهبری مستقر در قندهار گرفته می‌شود. نخست‌وزیر فعلی محمد حسن آخوند است که در ۷ سپتامبر ۲۰۲۱ منصوب شد. نخست‌وزیر همچنین دو معاون زیر خود در معاون اول و معاون دوم نخست‌وزیر دارد. این سمت‌ها به ترتیب در اختیار عبدالغنی برادر و عبدالسلام حنفی است.
نخست‌وزیر و معاونان نخست‌وزیر از اعضای شورای رهبری هستند که اغلب رئیس یا اعضای کمیسیون امور سیاسی هستند.

### کابینه افغانستان
کابینه کنونی یک دولت موقت است که در ۷ سپتامبر ۲۰۲۱ اعلام شد و تمام سمت‌ها به جز وزیر بهداشت به اعضای طالبان که همگی مرد و عمدتاً از پشتون‌ها هستند، می‌رسد. تا ۲۱ سپتامبر ۲۰۲۱ معاونان اضافی وزیر با اعضایی از مناطق مهم اقلیت مانند پنجشیر، بغلان و سرپل معرفی شدند. تعدادی از معاونان وزیر نیز تاجیک، ازبک و هزاره بودند. با این حال زنان را شامل نمی‌شد.
کابینه مسئول نظارت بر خدمات ملکی افغانستان از طریق هماهنگ‌کردن کار روسای وزارت و ادارات است. در تئوری، شورای رهبری مسئول نظارت بر کار کابینه و انتصاب مستقیم پست‌های کلیدی مانند نخست‌وزیر، وزیر کشور، وزیر خارجه و وزیر دفاع است. با این حال، در عمل، اکثر اعضای کابینه نیز اعضای شورای رهبری هستند که یا اعضا یا روسای کمیسیون‌های مربوطه خود در داخل هستند و به مقام رهبری پاسخ می‌دهند.

## قوه قضائیه
خارج از وزارت دادگستری، هیچ سیستم قضایی رسمی شناخته شده‌ای وجود ندارد که در چارچوب هر شکلی از دولت قبلی کار کند. در حال حاضر سیستم قضایی به دادگاه‌های موقتی متکی است که در زمان شورش طالبان ایجاد شده‌اند و همچنین از اولین امارت اسلامی افغانستان از سال ۱۹۹۶ تا ۲۰۰۱ منتقل شده‌اند. ساختار قضایی فعلی رسماً بخشی از شورای رهبری است.
سیستم قضایی به دلیل فقدان کامل روند عادلانه، مجازات شدید و فقدان وکالت قانونی برای متهمان به شدت مورد انتقاد حقوق بشری و حقوقی قرار دارد. با این حال دیگران استدلال می‌کنند که به دلیل فساد دولتی، سیستم قضایی طالبان در اجرای عدالت سریعتر و مؤثرتر است. به همین دلیل، دادگاه‌های طالبان اغلب توسط مردم محلی در مناطق روستایی برای حل و فصل پرونده‌ها جستجو می‌شد.

### دیوان عالی دادگستری
دیوان عالی دادگستری احتمالاً نتیجه دادگاه عالی امارت اسلامی افغانستان است. این دادگاه به عنوان آخرین راه حل عمل می‌کند، اما رئیس دیوان عالی دادگستری، به عنوان بخشی از شورای رهبری تنها در برابر امیرالمؤمنین پاسخگو است. رئیس دیوان عالی دادگستری از سوی امیرالمؤمنین با مشورت شورای رهبری منصوب می‌شود.

### دادگاه‌های استان
هر استان یک دادگاه استانی دارد که از یک قاضی و دو نفر از علما تشکیل شده است. دادگاه‌های استانی به عنوان یک دادگاه بدوی عمل می‌کنند که مسائلی را که در سطح محلی قابل حل نیست، حل می‌کند. قضات دادگاه‌های استانی توسط فرمانداران استان برای تأیید و انتصاب امیرالمؤمنین معرفی می‌شوند.

### جرگه و محاکم محلی
اختلافات حقوقی ابتدا توسط جرگه‌هایی که در سطح ولسوالی، شهرداری و قریه تشکیل شده بودند، رسیدگی می‌شد. عده ای از علما و یک فرمانده، اگر قضیه مربوط به مبارزان بود، ریاست پرونده‌ها را بر عهده داشتند. در شهرهای بزرگتر مانند کابل، قندهار، هرات، یا مزارشریف، قضایا توسط یک قاضی متبحر به فقه رسیدگی می‌شود.

## تقسیمات اداری

### استان‌ها
ریاست استان‌ها بر عهده والیانی است که امیرالمؤمنین با مشورت شورای رهبری منصوب می‌شوند. والی به نوبه خود بر اداره استان از طریق کمیسیون‌های مختلفی که برای رسیدگی به جنبه‌های مختلف حکومتداری و امنیت تشکیل شده است، نظارت می‌کند. والی این ولایت ریاست چندین ولسوال را بر عهده داشت که از سوی رهبری عالی نیز منصوب شدند.

### ولسوالی‌ها
مانند جمهوری اسلامی افغانستان، ولایات از چندین ولسوالی تشکیل شده است که یک والی ریاست آنها را بر عهده دارد. همانند والی استان، ولسوال بر خدمات ملکی مربوطه منطقه خود در قالب چند کمیسیون نظارت می‌کند تا بر جنبه‌های مختلف حکومتداری نظارت کنند.

## نیروهای امنیتی
```
امنیت داخلی و خارجی امارت اسلامی افغانستان به ترتیب بر عهده وزارت امور داخله و وزارت دفاع است.
[
۲۰
]
 رؤسای این دو وزارتخانه مربوطه عبارتند از محمد یعقوب، رئیس کمیسیون امور نظامی در شورای رهبری و پسر ملا عمر، و سراج الدین حقانی، رئیس 
شبکه حقانی
.
[
۲۱
]
```

در حال حاضر ارتش اسلامی افغانستان به چند قول تقسیم شده است که اکثراً جایگزین قول اردوی هفت‌گانه ارتش ملی افغانستان می‌شوند. آنها در زیر فهرست شده‌اند.
| ظفر                | ظفر سابق | فرمان                                                                                              | مرجع (های) |
| ------------------ | -------- | -------------------------------------------------------------------------------------------------- | ---------- |
| قول اردوی کابل     | ظفر ۲۰۱  | قاری بریال (Chief of Staff) مولوی حمدالله (Commander) مولوی نصرت (Deputy Commander)                | [ ۲۳ ]     |
| قول اردوی لغمان    | ظفر ۲۰۱  | عبدالرحمن منصور (Chief of Staff) ابودجانه (Commander) ابراهیم (Deputy Commander)                   | [ ۲۳ ]     |
| قول اردوی پکتیا    | ظفر ۲۰۳  | احمدالله مبارک (Chief of Staff) محمد ایوب (Commander) روح الامین (Deputy Commander)                | [ ۲۳ ]     |
| قول اردوی قندهار   | ظفر ۲۰۵  | حزب‌الله افغان (Chief of Staff) مهرالله حمد (Commander) ولی جان حمزه (Deputy Commander)             | [ ۲۳ ]     |
| قول اردوی هرات     | ظفر ۲۰۷  | محمد ظریف مظفر (Commander) عبدالشکور بریلایی (Deputy Commander) عبدالرحمن حقانی (Deputy Commander) | [ ۲۳ ]     |
| قول اردوی مزارشریف | ظفر ۲۰۹  | عبدالرزاق فیض الله (Chief of Staff) عطاءالله عمری (Commander) مولوی امان الدین (Deputy Commander)  | [ ۲۳ ]     |
| قول اردوی هلمند    | ظفر ۲۱۵  | محمدخان دعوت (Chief of Staff) شرف الدین تقی (Commander) محب الله نصرت (Deputy Commander)           | [ ۲۳ ]     |
| قول اردوی کندز     | ظفر ۲۱۷  | محمد شفیق (Chief of Staff) رحمت‌الله محمد (Commander) محمد اسماعیل ترکمان (Deputy Commander)        | [ ۲۳ ]     |

ارتش اسلامی افغانستان همچنین دارای چندین واحد نیروهای ویژه است که بسیاری از آنها روابط نزدیکی با شبکه حقانی دارند و توسط شبکه حقانی آموزش می‌بینند که عبارتند از:
| واحد           | تایپ کنید      | نقش                                       |
| -------------- | -------------- | ----------------------------------------- |
| گردان بدری ۳۱۳ | نیروهای ویژه   | جنگ شهری، بمب‌گذاران انتحاری، امنیت حفاظتی |
| واحد قرمز      | کماندوها       | عملیات ویژه                               |
| لشکر منشوری    | نگهبان‌های مرزی | بمب‌گذاران انتحاری                         |

## اعضای هیئت دولت
کابینهٔ امارت اسلامی افغانستان از سران وزارتخانه‌ها تشکیل شده‌است. در دورهٔ حکومت کنونی امارت اسلامی افغانستان اعضای کابینه توسط رهبر امارت اسلامی افغانستان به پارلمان معرفی و پس از تأیید توسط اعضای پارلمان انتخاب می‌شوند.

## کابینه امارت اسلامی افغانستان(۲۰۲۱–اکنون)

### اعضای کابینه
| مقام                                         | نام                | دوره تصدی  | وضعیت | منبع(ها)      |
| -------------------------------------------- | ------------------ | ---------- | ----- | ------------- |
| رهبر                                         | هبت‌الله آخندزاده   | ۲۰۱۶–اکنون |       | [ ۲۵ ]        |
| رئیس‌الوزرا                                   | محمدحسن آخند       | ۲۰۲۱–اکنون |       | [ ۲۶ ]        |
| معاون اول رئیس‌الوزرا                         | عبدالغنی برادر     | ۲۰۲۱–اکنون |       | [ ۲۶ ]        |
| معاون رئیس‌الوزرا                             | عبدالسلام حنفی     | ۲۰۲۱–اکنون |       | [ ۲۶ ]        |
| وزیر دفاع                                    | محمد یعقوب         | ۲۰۲۱–اکنون |       | [ ۲۶ ]        |
| وزیر مالیه                                   | هدایت‌الله بدری     | ۲۰۲۱–اکنون |       | [ ۲۶ ]        |
| وزارت تحصیلات عالی                           | عبدالباقی حقانی    | ۲۰۲۱–اکنون |       | [ ۲۷ ] [ ۲۶ ] |
| وزیر اطلاعات و فرهنگ                         | خیرالله خیرخواه    | ۲۰۲۱–اکنون |       | [ ۲۶ ]        |
| وزیر معارف                                   | نورالله منیر       | ۲۰۲۱–اکنون |       | [ ۲۶ ]        |
| وزیر امور خارجه                              | امیر خان متقی      | ۲۰۲۱–اکنون |       | [ ۲۶ ]        |
| وزیر امور داخله                              | سراج‌الدین حقانی    | ۲۰۲۱–اکنون |       | [ ۲۸ ]        |
| وزیر ارشاد، حج و اوقاف                       | نورمحمد ثاقب       | ۲۰۲۱–اکنون |       | [ ۲۶ ]        |
| وزیر عدلیه                                   | عبدالحکیم شرعی     | ۲۰۲۱–اکنون |       | [ ۲۶ ]        |
| وزیر امور سرحدات، اقوام و قبایل              | نورالله نوری       | ۲۰۲۱–اکنون |       | [ ۲۶ ]        |
| وزیر احیا و انکشاف دهات                      | محمد یونس آخندزاده | ۲۰۲۱–اکنون |       | [ ۲۶ ]        |
| وزیر فوائد عامه                              | عبدالمنان عمری     | ۲۰۲۱–اکنون |       | [ ۲۶ ]        |
| وزیر معادن و پترولیوم                        | محمد عیسی آخند     | ۲۰۲۱–اکنون |       | [ ۲۶ ]        |
| وزیر انرژی و آب                              | عبداللطیف منصور    | ۲۰۲۱–اکنون |       | [ ۲۶ ]        |
| وزیر ترانسپورت                               | حمیدالله آخندزاده  | ۲۰۲۱–اکنون |       | [ ۲۹ ] [ ۲۶ ] |
| وزیر مخابرات و تکنالوژی معلوماتی             | نجیب‌الله حقانی     | ۲۰۲۱–اکنون |       | [ ۲۶ ]        |
| وزیر امور مهاجرین و عودت‌کنندگان              | خلیل‌الرحمن حقانی   | ۲۰۲۱–اکنون |       | [ ۲۶ ]        |
| وزیر دعوت و ارشاد، امر بالمعروف و نهی المنکر | شیخ محمد خالد      | ۲۰۲۱–اکنون |       | [ ۲۶ ]        |

## واکنش‌ها
اعلام اسامی دولت موقت توسط طالبان باعث واکنش‌های گسترده‌ای توسط صاحب‌منصبان و جامعه بین‌الملل شد؛ سخنگوی اتحادیه اروپا در رابطه با تشکیل دولت موقت توسط طالبان گفت: «امیدوار بودیم که دولت شامل تنوع قومی و مذهبی، بر اساس وعده‌های طالبان باشد، اما چنین چیزی مشاهده نمی‌شود.»
وزارت امور خارجه آمریکا با اعلام بیانیه‌ای از ترکیب دولت موقت طالبان ابراز نگرانی کرد و مردم افغانستان را شایسته یک دولت فراگیر دانست.
سخنگوی کرملین نیز در رابطه با تشکیل دولت موقت در افغانستان گفت: «مسکو تاکنون هیچ گونه مذاکره‌ای را با مقامات جدید افغانستان انجام نداده و تصمیم آن را نیز ندارد و بر تمام مراحل دولت در کابل نظارت خواهد داشت.»
وزیر امور خارجه آلمان نیز اعلام ترکیب دولت موقت و انتقالی بدون مشارکت دیگر گروه‌ها و اعمال خشونت علیه تظاهرکنندگان زن و روزنامه نگاران در کابل را برای برلین، نشانه‌های امیدوار کننده ای ندانست.
جبههٔ مقاومت ملی افغانستان که هم‌اکنون در پنجشیر با نیروهای طالبان می‌جنگند نیز در بیانیه‌ای در واکنش به دولت جدید این کشور گفت که این کابینه را غیرقانونی و نماد بارز دشمنی این گروه با مردم افغانستان می‌داند.
وانگ‌یی وزیر امور خارجه چین، تشکیل دولت موقت طالبان را پایان دهنده سه هفته هرج و مرج در افغانستان خواند و از کابینه موقت طالبان استقبال کرد.
فیصل بن فرحان وزیر خارجه عربستان سعودی در اولین واکنش خود به اعلام تشکیل دولت جدید افغانستان از سوی طالبان، ابراز امیدواری کرد و تشکیل دولت موقت توسط طالبان را موجب ثبات و امنیت و کنار گذاشتن خشونت و افراط‌گرایی در افغانستان دانست.
ژان ایو لودریان، وزیر امورخارجه فرانسه در واکنش به تشکیل دولت موقت در افغانستان، طالبان را به دروغگویی متهم کرد و گفت: «فرانسه از به رسمیت شناختن یا برقراری هر نوع رابطه با این حکومت خودداری می‌کند. ما خواهان اقدامات (مشخصی) از سوی طالبان هستیم و آنها به دنبال فضای تنفسی اقتصادی و نیازمند روابط بین‌المللی هستند. همه چیز به آنها بستگی دارد.»